# Zara Fernández de Moya
Zara Fernández de Moya Sánchez (Madrid, 21 de marzo de 1970) es una experta en artes visuales española. Desde su puesto como comisaria y directora de proyectos y de comunicación de la Asociación Cultural del Mediterráneo Occidental (MED-OCC), trata de establecer puentes en el ámbito de las artes visuales entre artistas de España y otros países mediterráneos, como Marruecos, Siria, (Magreb y Mashreq, en general) e Irán.

## Formación
En 1994, Fernández de Moya se licenció en Filología hispánica (especialidad en Literatura española) por la Universidad Complutense de Madrid. Realizó con posterioridad, 1996,  un Máster of Arts por la Universidad de Ottawa en Canadá. Completó su formación universitaria en el Departamento de Español de la Universidad Carolina de Praga entre los años 1996 y 1998. En el año 2001 realizó el máster en Edición en la Universidad de Salamanca y Santillana Editorial. En 2006 inició estudios de doctorado en la Universidad Autónoma de Madrid  y obtuvo en 2009 el Diploma de Estudios Avanzados en el marco del Proyecto I+D “Relaciones políticas e intercambios humanos entre España y el Mundo Árabe 1939-2000” (TEIM del Dpto. Estudios Árabes e Islámicos y Estudios Orientales de la Universidad Autónoma de Madrid).

## Docencia universitaria
Fernández de Moya, Junto a José Manuel Lucía, codirige desde 2015 el Curso de Gestión de Proyectos Culturales de la Escuela Complutense de Verano, integrado por especialistas del sector. Desde 1997, es profesora de ELE (Español Lengua Extranjera)l en la Universidad Complutense de Madrid, y ha sido profesora de lengua, cultura y cine en la Universidad de Nueva York en Madrid (2007-2008), la Universidad de California Davies en Madrid (2007-2014), la Universidad de New Haven University en CEA Madrid (2007-2009), la Universidad Carolina de Praga (1996-1997) y la Universidad de Ottawa (1994-1996).

## Comisariado y dirección de exposiciones
Desde el año 2003, a través de MED-OCC, ha colaborado en la gestión y organización de numerosas exposiciones internacionales. Posteriormente ha desarrollado una extensa labor de comisariado, principalmente de exposiciones internacionales de diálogos de artistas entre las diferentes culturas y países protagonistas, entre otros proyectos, estos son los más relevantes:

### Yusur-Puentes: Paisaje y arquitectura entre Marruecos y España
Entre 2008-2011, Fernández de Moya organizó la exposición Yusur-Puentes: Paisaje y arquitectura en Marruecos y España que formó parte del programa cultural de la Presidencia española 2010 de la Unión Europea y que contó con el Alto Patronazgo de la Casa Real de Marruecos. Con el apoyo de la AECID, el Ministerio de Vivienda y otras entidades públicas y privadas, fue pionera en mostrar las similitudes paisajísticas y arquitectónicas entre España y Marruecos a través del grupo de investigación de Paisaje Cultural de la Politécnica de Madrid y de la ENA de Rabat. Se inauguró en Madrid en Arquerías de Nuevos Ministerios dentro del programa cultural de la Presidencia española de la Unión Europea. Y la itinerancia en la Fundación Frax de Alicante a través de Casa Mediterráneo, la Sala Italcable de Málaga. Gracias a la Embajada de España en Marruecos y al Instituto Cervantes, se inauguró en 2011 en la Biblioteca Nacional de Rabat.

### Residencia de artistas de Ifritry y Primera Bienal de Casablanca
En 2012 fue comisaria y responsable de comunicación del proyecto de artes visuales para representar el arte español contemporáneo en la Primera Bienal de Casablanca tras su paso por la Residencia de artistas de Ifitry (Essaouira), organizado por Maroc Premium en colaboración con MED-OCC: ocho artistas españoles que trabajaron en torno al tema del Abismo y después participaron en la Bienal: Ximo Amigo, Tono Carbajo, Encarna Cepedal, José Freixanes, Diego Moya, Teresa Muñiz, Marina Vargas y Fernando Verdugo.

### Miradas paralelas, Irán -España: Fotógrafas en el espejo
Entre 2016 y 2019 fue comisaria de la exposición itinerante Miradas Paralelas. Irán-España: Fotógrafas en el espejo (www.miradasparalelas.com) que, desde su inauguración en 2016 en el Centro Cultural Conde Duque, en el marco del Festival Ellas Crean y su paso por el King Juan Carlos Center de Nueva York, ha tenido una larga itinerancia (Teherán, Segovia, Sevilla, Gijón, Granada, Barcelona, Lisboa, etc.). La muestra ha sido posible gracias al apoyo de la Agencia Española de Cooperación Internacional para el Desarrollo (AECID), el Ministerio de Cultura y Deporte de España, la Fundación Tres Culturas del Mediterráneo, el Centro Persépolis de Madrid y otras entidades colaboradoras. Seis parejas de prestigiosas fotógrafas de España e Irán: Soledad Córdoba y Shadi Gadirian; Cristina García Rodero y Hengameh Golestan; Amparo Garrido y Rana Javadi; Isabel Muñoz y Gohar Dashti; Mayte Vieta y Ghazaleh Hedayat; María Zarazúa y NewshaTavakolian.

### Apátridas: El laberinto de los invisibles
Asimismo, comisarió la exposición Apátridas: El laberinto de los invisibles, un proyecto humanitario promovido porAgencia Española de Cooperación Internacional para el Desarrollo (AECID) y a la Agencia de la ONU para los Refugiados (ACNUR), en el contexto de la campaña #IBelong- #YoPertenezco de ACNUR, para prevenir y reducir la apatridia. La muestra ha pasado por las sedes en Madrid de Caixa Forum, Casa Árabe y la Universidad Nebrija (2018-2019).

### Soledad Córdoba: Trilogía del alma
Fernández de Moya no solo ha comisariado exposiciones colectivas internacionales, sino también algunas individuales, entre las que cabe destacar la exposición Trilogía del alma, de Soledad Córdoba, fruto de la concesión de la Beca Leonardo a Investigadores y Creadores Culturales 2017 de la Fundación BBVA, con la que recorrió los desiertos americanos, dando lugar a su Trilogía del alma. La primera parte Transcendencia, se inauguró en marzo de 2019 en las galerías de La Cárcel_Segovia Centro de Creación en el IX Encuentro “Mujeres que transforman el mundo”. Se presentaron respectivamente Renacimiento y Purificación, en la Galería Blanca Berlín de Madrid, en el marco de PhotoEspaña 2019, y en la Galería Gema Llamazares de Gijón.

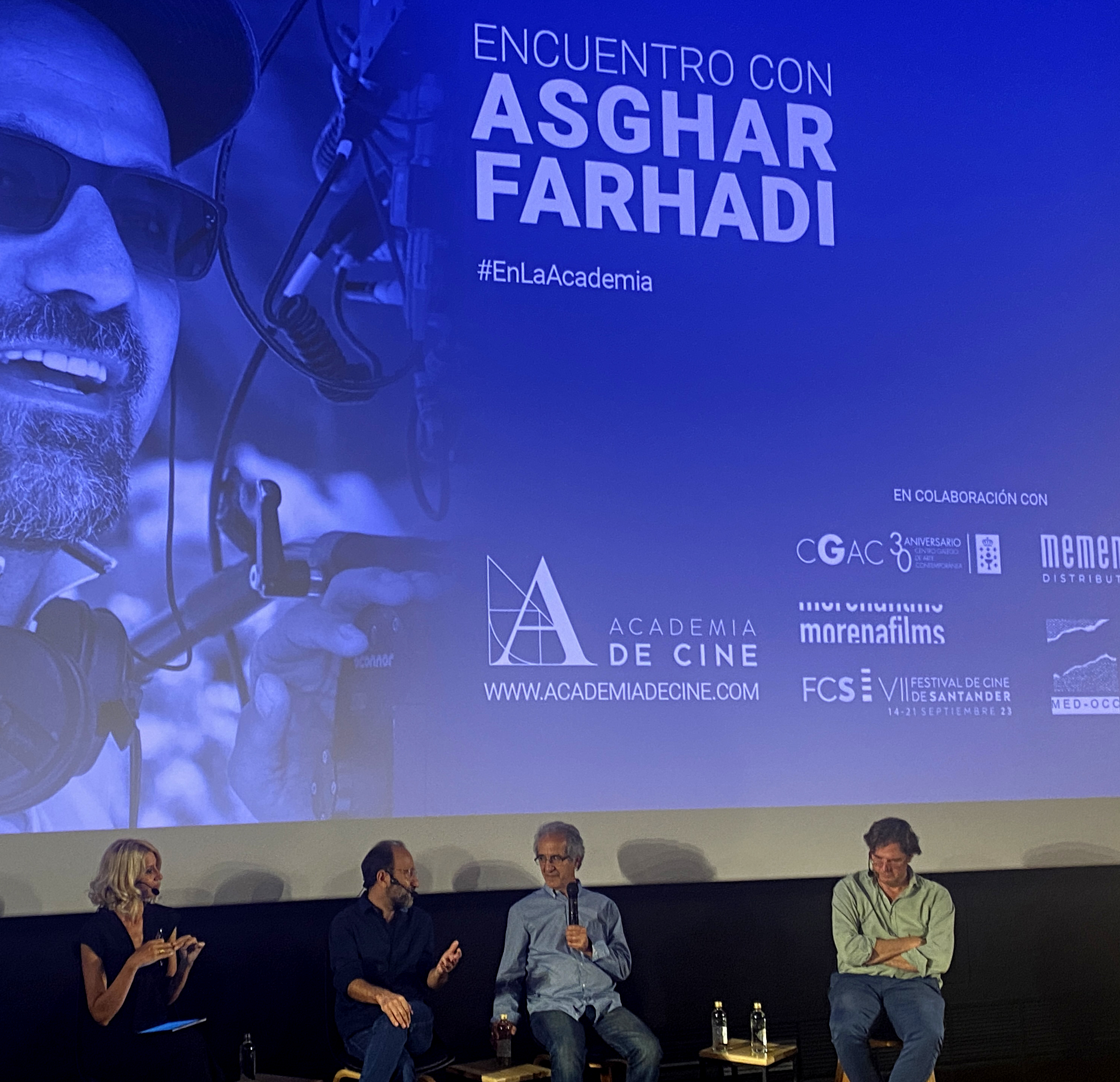
Zara Fdez de Moya en la Academia de Cine de Madrid presentando al cineasta Farhadi, año 2023.

### "Asghar Farhadi. La acera"
En el año 2023 en el museo CGAC de Santiago, Zara Fernandez de Moya comisarió junto a Ahmad Taheri la exposición de la obra fotográfica del cineasta multi premiado iraní  Asghar Farhadi, a través de un recorrido por su faceta como fotógrafo, así como por su trabajo escénico con actores en cine y en teatro. Esta exposición es la primera individual de la obra fotográfica del  cineasta. Pocos días después, en la Academia de Cine de Madrid, Moya organizó junto a la asociación Med-occ la presentación  del autor Farhadi.  En un diálogo entre el autor y la comisaria,  desvelaron el origen de su interés en la fotografía. En el mismo acto, como colofón del encuentro, se visionó la película de Farhadi titulada "El viajante".  

## Dirección de proyectos y comunicación

### Nur-Luz en el arte y la ciencia del mundo islámico
Entre  2013 y 2014 fue directora adjunta de comunicación en la exposición Nur-Luz en el arte y la ciencia del mundo islámico de la Fundación Focus Abengoa de Sevilla, que contó, entre otros, con el apoyo y la colaboración de Casa Árabe y la AECID: 150 objetos cedidos para la ocasión por importantes colecciones públicas y privadas de Europa, Norte de África, Oriente Medio y Estados Unidos (el Museo Británico y la Biblioteca Británica; la Fundación de arte Furusiyya, de Ginebra; el Museo Bekani de Atenas; la Biblioteca de Bodleian, de Oxford; el Museo de Brooklyn, en Nueva York; Madinat al-Zahra o el Museo Arqueológico, en Córdoba; el Museo de la Alhambra, en Granada; la Real Academia de la Historia, el Instituto Valencia de Don Juan o el Museo Lázaro Galdiano, de Madrid, etc.).

### Journey to Andalucía-Casa Árabe, Crossway Foundation de Londres y Art Jameel
En 2014 colaboró en la comunicación del proyecto Journey to Andalucía, organizado por Casa Árabe, Crossway Foundation de Londres y Art Jameel: un grupo de jóvenes fotógrafos procedentes de Arabia Saudí exploró el legado islámico de Andalucía, a través de la participación en talleres, espacios de arte y residencias de artistas españoles muy reconocidos.

### Espacio de Fundación Telefónica
En el Espacio de Fundación Telefónica de Madrid realizó varias actividades. En 2015 organizó el acto multidisciplinar La vida perenne: Recordando a José Luis Sampedro, acto que contó con la colaboración de la Asociación de Amigos de José Luis Sampedro, la Facultad de Filología de la UCM, Random House Mondadori y el Centro Persépolis de Madrid. En el año 2017, colaboró de nuevo en Espacio Fundación Telefónica tras la presentación del documental Angalía Mzungu (RTVE, 2016), en dicho acto moderó el coloquio entre su protagonista, la fotógrafa Isabel Muñoz, premio Nacional de Fotografía 2016, y Yolanda G. Villaluenga, directora del documental.

### Mirar con Ellas y Mirar con Ellos
Desde 2019 en el Ámbito Cultural de El Corte Inglés, dirige los ciclos Mirar con Ellas y Mirar con Ellos, estos encuentros consisten en una selección de artistas, fotógrafas y fotógrafos, españoles de reconocido prestigio abarcando diferentes generaciones. Han participado: Isabel Muñoz, Ouka Leele,  Marisa González, Ana Palacios, Pablo Genovés, Javier Riera y Alberto García-Alix.